# Австралийско-Сиднийска епархия
Австралийско-Сиднийска епархия (на македонска литературна норма: Австралиско-сиднејска епархија; на английски: Diocese of Australia-Sydney) на Македонската православна църква е една от задграничните ѝ епархии.

## История
Епархията се появява след конфликт на някои македонски религиозни общини с владиката Петър Преспанско-Пелагонийски, който управлява Австралийско-Новозеландската епархия на Македонската православна църква. През декември 2012 година няколко общини в Австралия обявяват, че минават под митрополит Тимотей Дебърско-Кичевски. Регистрираното сдружение на македонски православни общини започва преговори със специална синодална комисия.
На 23 февруари 2016 година Светият синод на МПЦ единодушно взима решение за образуване на нова епархия, като за неин управляващ е назначен митрополит Тимотей. На 23 февруари 2017 година епархията е регистрирана като юридическо лице пред австралийските власти и призната като църква.

## Църкви
| Име                                     | Име                                   | Населено място     | Щат/Територия                   |
| --------------------------------------- | ------------------------------------- | ------------------ | ------------------------------- |
| 1. „Успение Богородично“                | „Успение на Пресветата Богородица“    | Сиденхам, Мелбърн  | Виктория                        |
| 2. „Свети Георги и Пресвета Богородица“ | „Свети Георгиј и Пресвета Богородица“ | Епинг, Мелбърн     | Виктория                        |
| 3. „Свети Йоан Кръстител“               | „Свети Јован Крстител“                | Джилонг            | Виктория                        |
| 4. „Свети Никола“                       | „Свети Никола“                        | Кабрамата, Сидни   | Нов Южен Уелс                   |
| 5. „Свети Димитър“                      | „Свети Димитриј“                      | Уулонгонг          | Нов Южен Уелс                   |
| 6. „Света Петка“                        | „Света Петка“                         | Рокдейл, Сидни     | Нов Южен Уелс                   |
| 7. „Свети Илия“                         | „Свети Илија“                         | Куийнбиан          | Нов Южен Уелс                   |
| 8. „Свети Климент Охридски“             | „Свети Климент Охридски“              | Канбера            | Австралийска столична територия |
| 9. „Свети Никола“                       | „Свети Никола“                        | Пърт               | Западна Австралия               |
| 10. „Свети Наум Охридски“               | „Свети Наум Охридски“                 | Аделаида           | Южна Австралия                  |
| 11. „Света Неделя“                      | „Света Недела“                        | Голд Коуст         | Куинсланд                       |
| 12. манастир „Свети Климент Охридски“   | манастир „Свети Климент Охридски“     | Кинг Лейк, Мелбърн | Виктория                        |